# Keresztre feszítés

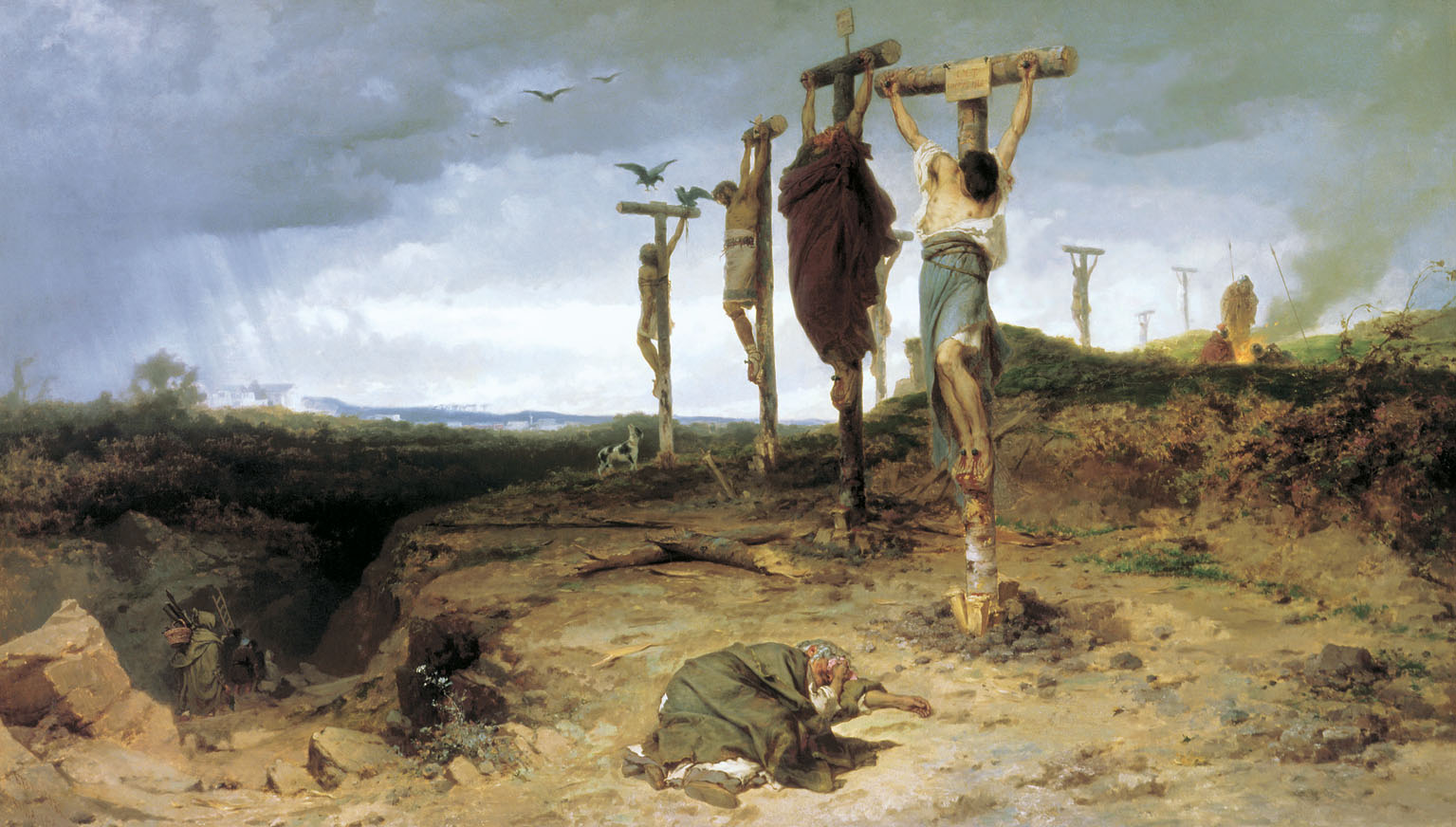
Fjodor Bronnyikov: Keresztre feszített rabszolgák, (1878), Állami Tretyjakov Galéria, Moszkva

A keresztre feszítés az ókor óta ismert, hosszan tartó kínokkal járó kivégzési mód, amelynek lényege az volt, hogy a kivégzendő személyt a végtagjainál fogva keresztfára szegelték vagy kötözték. Az áldozat hosszú haláltusája napokig is eltarthatott.

## Az ókorban

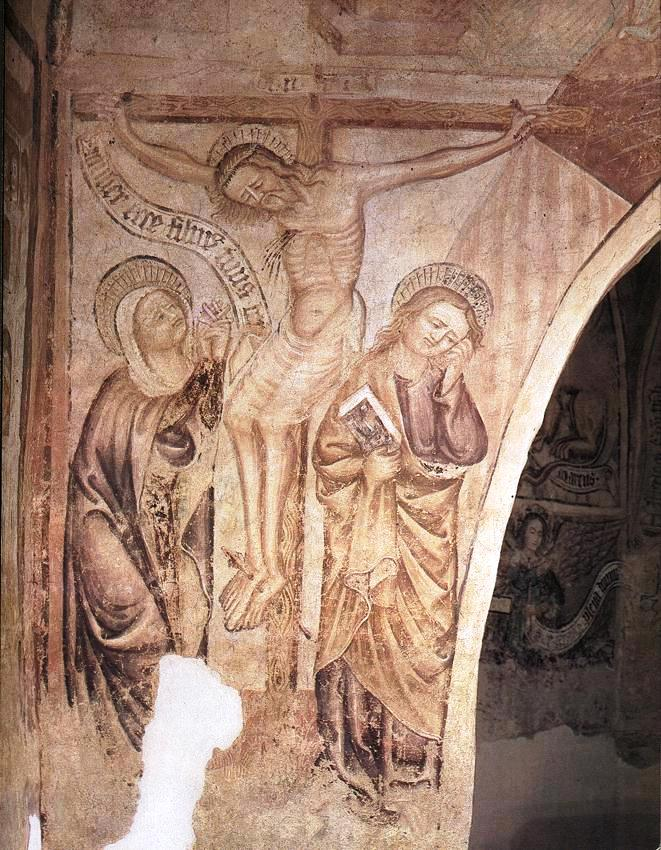
Aquila János: Krisztus a kereszten, (1378), Római katolikus templom, Velemér

A Római Birodalomban vezették be, mint a rabszolgák kivégzési módját, hogy elrettentsék őket a szökéstől és lázadásoktól. Erre példa, amikor a Spartacus-féle rabszolgafelkelés leverése után a Via Appia mentén 6000 foglyot  feszítettek keresztre, és haláluk után is otthagyták őket.
Viszont vannak már írásos emlékeink i. e. 344-ből Arisztotelésztől, aki az egyik  perzsa uralkodó, III. Artaxerxész által keresztre feszített Hermeiaszról, a kis-ázsiai Atarnea fejedelméről emlékezik meg. Arisztotelész egy himnusszal áldozott a fejedelemnek.
Az ókori Egyiptomban csak a legsúlyosabbnak számító bűncselekmények megtorlásaként alkalmazták. De voltak kivételek is: IV. Ptolemaiosz halála után teljes háremét keresztre küldték – állítólag nem másért, mint a túlzott bujálkodások miatt (ami, a hárem tagjairól lévén szó, igencsak ellentmondásos vád).
A zsidóknál sem volt ismeretlen ez a kivégzési mód, de használata elég ritka volt. Először Alexandrosz Jannaiosz, hasmoneus fejedelem használta i. e. 80 körül, amikor nyolcszáz farizeust feszíttetett meg, mert szembeszegültek vele az uralma miatt. Majd a zsidó háború idején (Jeruzsálem i. sz. 70-es ostromakor) Titus feszíttette keresztre a városból menekülő zsidókat, hogy megadásra bírja a felkelőket. Iosephus Flavius zsidó történetíró jegyezte meg, hogy annyi foglyot feszítettek keresztre a város körül, hogy már sem fa, sem hely nem volt a kivégzések végrehajtásához.
Az Újszövetség elbeszélése szerint Jézus Krisztust i. sz. 33-ban (vagy más számítás szerint i. sz. 30-ban) Jeruzsálem kapui előtt keresztre feszítették. A keresztények hite szerint kereszthalálával megváltotta az emberiséget.
Igen tekintélyes azon keresztény vértanúk száma, akiket a római közönség gyönyörködtetésére már a cirkuszok arénáiban feszítettek keresztre, látványosság gyanánt.
Az üldözések korszakában a keresztényeket részben karón, részben pedig kereszten végezték ki. E kivégzési módot a Római Birodalomban Nagy Konstantin császár törölte el.

## A középkorban

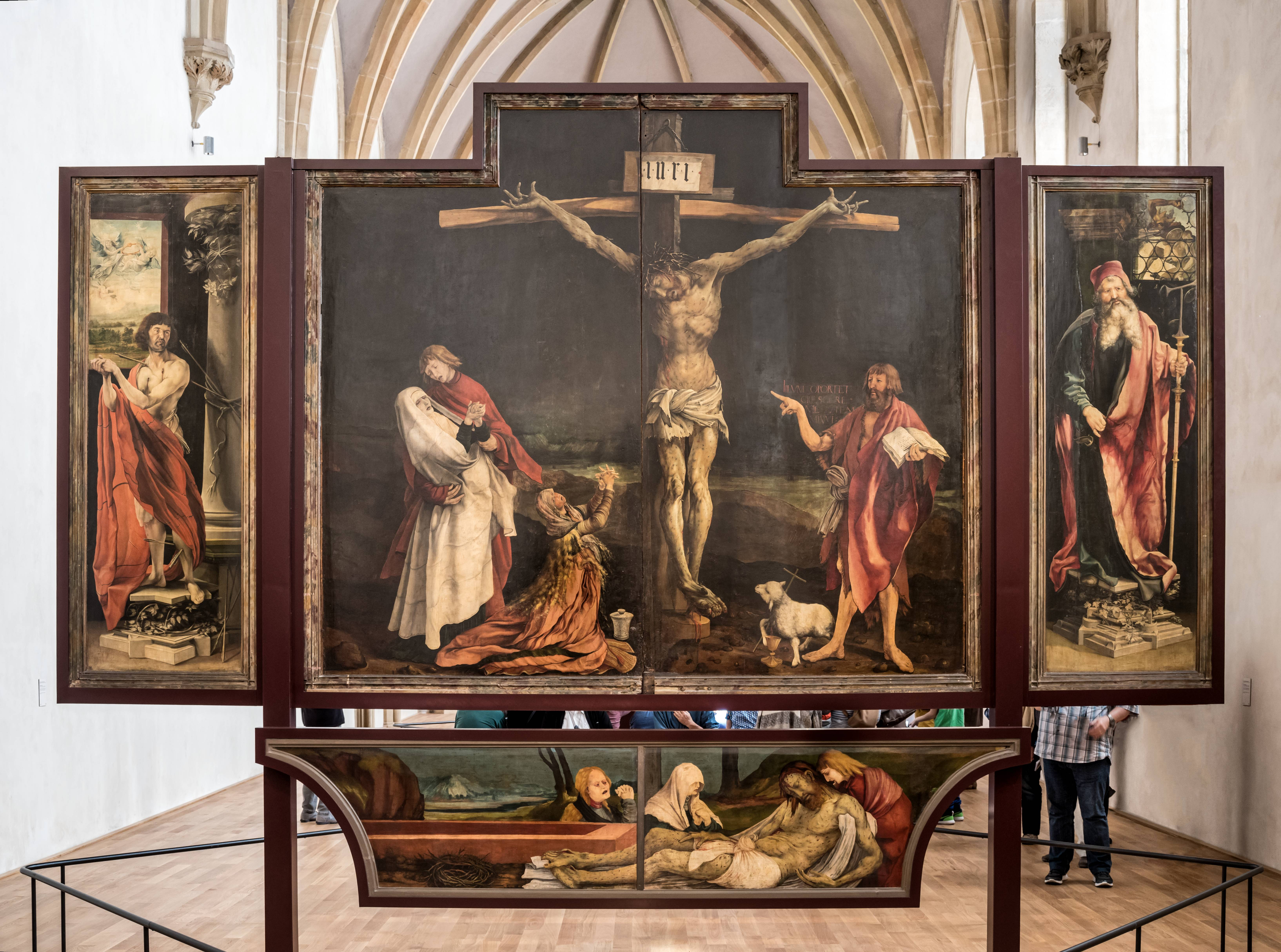
Matthias Grünewald: Keresztrefeszítés, isenheimi oltár (1512-1516)

A középkorban feszítettek keresztre papokat, akiknek ez a fajta kivégzési mód megtiszteltetésnek számított, hisz így Jézus kínhalálát élhették át.
Japánban a 16. századi keresztényüldözés idején sok japán keresztényt is keresztre feszítéssel végeztek ki, ebből következik, hogy ezt a fajta kivégzési módot már a Távol-Keleten is ismerték, és használták.

## Napjainkban
Ma is előfordul, hogy egyesek – vallási áhítatból – úgy próbálják meg  átélni önként Jézus szenvedéseit, hogy (több-kevesebb élethűséggel) keresztre feszíttetik magukat. Az átélésnek eme módjával leginkább a Fülöp-szigeteken és Jeruzsálemben nagypénteki alkalmakkor találkozhatunk. Évente általában pár ember vállalja a keresztre feszítés gyötrelmeit, ezzel is emlékezve a Megváltó szenvedéseire.
Ritkán az is előfordul, hogy ilyen módon követnek el gyilkosságokat.

## Különféle kivégző keresztek
A kivégzési módban különféle alakú keresztek használata ismert.
- „T" alakú kereszt, ezt tau-keresztnek (mivel a keresztgerenda a függőleges ág tetején volt), egyiptomi keresztnek vagy Antal-keresztnek is hívják, mert Remete Szent Antal attribútuma. A művészetben sokszor ábrázolják a latrokat tau-kereszten, ellentétben a latin kereszten függő Krisztussal.
- „X" alakú kereszt – András-kereszt, mert András apostolt egy 'X' alakú keresztre feszítették.
- „Y" alakú kereszt
- „†" alakú kereszt – római kereszt, latin kereszt, ahol a keresztgerenda lejjebb volt az oszlop tetejénél.
- „I" alakú crux simplex csak egy függőleges karó volt.[2]

## Módszere
A keresztre feszítés módszerét a rómaiak fejlesztették tovább úgy, hogy a lehető legnagyobb fájdalmat okozza a halál beálltáig. Olyan eszközöket alkalmaztak, melyek minden helyőrségnél megtalálhatóak voltak. Az elítéltet sokszor megkorbácsolták a procedúra előtt, de ezt nem feltétlenül végezték el, mivel a korbácsolás okozta fizikai sérülések gyorsították a halált a kereszten.
Ezután a kereszt vízszintes szárához (patibulum) kötözték a kifeszített kezeket. Az elítéltet végigvezették a városon a fogvatartás helyétől a kivégzés helyére, miközben négy katonából álló alakulat vette körül. Ők biztosították a zavartalan haladást, a szökés és szöktetés megakadályozását. Előttük ment a kivégzést vezénylő centurio (exactor mortis), aki felvezette az elítélt(ek)et. A kivégzéseket mindig a városon kívül valamilyen messziről látható magaslaton hajtották végre, mivel a keresztek függőleges szárait (stipes) a kivégzőhelyen előre beásták, sőt többször felhasználták és magát a keresztrefeszítést elrettentő szándékkal (is) hajtották végre. Ilyen kivégzőhely volt Jeruzsálem mellett a Golgota nevű domb is.
A kivégzőhelyen az áldozatot megfosztották a ruháitól, melyek a kivégzőiké lettek (pannicularia). A keresztfához rögzítés módszere vitatott, talán többfélét is alkalmaztak. Nagy valószínűséggel a karokat erősen rákötözték a fára. Amennyiben szegeltek, csak a sing- és orsócsont között, a csukló alatti terület volt alkalmas erre, mivel a tenyéren átvert szög az ujjak felé kiszakadhat a kézfejből. A tenyéren csak akkor üthettek át szöget, ha ezzel egy időben meg is kötözték a karokat, hogy a szögre ne nehezedjen nyomás. Más elképzelés szerint valahol a kettő között, a nagyujjat mozgató izom alatt, 10-15 fokkal elferdítve.
Ezután csiga vagy emelő segítségével felemelték a kereszt vízszintes szárát, a rajta lógó elítélttel együtt, és a közepén kiképzett csaplyukat ráillesztették a függőleges fa tetején lévő csapra. Emiatt a kereszt sziluettje nem olyan volt, mint a kereszténység ikonja, hanem T alakú.
A lábakat is felkötötték vagy felszegezték. Vagy a lábboltozaton keresztül, vagy a bokánál verték át a szeget, miközben az áldozatot egy sedile nevű ülőkére ültették. Néha lábtámaszt (suppedaneum) is alkalmaztak abból a célból, hogy a tartóerő ne a kezeken összpontosuljon, és így az áldozat kínjai meghosszabbodjanak. A szeg és a kéz/láb közé egy fadeszkát is odatettek, nehogy a szeg feje kicsússzon az áldozat kezéből, vagy lábából. A római legionáriusok erre kb. 1–2 cm átmérőjű és 20–25 cm hosszúságú szegeket használtak. Miután végeztek, az elítélés okát jelző táblát (melyen az elítélt neve, származása és bűne volt feltüntetve) vagy a kereszt tetejére szegezték, vagy a kereszt alá helyezték el, jól látható helyen. A halál oka a rekeszizom kifáradása miatt bekövetkező fulladás volt. Minden egyes lélegzetvételhez ki kellett emelkednie az elítéltnek, mivel a súlya a keresztre feszítette.
A halált többféle módon tudták gyorsítani. Az egyik ilyen módszer a lábszárak eltörése a térd alatt (crucifragium, sokszor megfizették a kivégzőosztagot, hogy ezt tegyék meg), amelynek következtében a lábtámasz megszűnt, és a karokra tevődött át a tartóerő, és a test a keresztre préselődött. Az áldozat nem tudta felnyomni magát a lábai segítségével, így félórán belül megfulladt. A másik mód a lándzsaszúrás volt, (biztonsági okokból) ezzel ki lehetett küszöbölni a tetszhalál lehetőségét. Az 5–6. borda között a szívet célzó szúrás egyből végzett az áldozattal. A harmadik lehetőség az volt, hogy a kereszt alatt tüzet gyújtottak szalmából és keserűfüvekből, melynek füstjét belélegezve az áldozat egy idő után eszméletét vesztette, és utána hamarosan megfulladt. A megfeszítettek a haláluk beálltáig több napon keresztül is kínlódtak a kereszten. A testeket elrettentésük fent hagyták a fákon addig, amíg le nem rothadtak, vagy le nem szedték őket a vadállatok. A családnak nem adták ki őket, így nem temethették el őket, ezzel is a szégyent fokozva.
A Biblia szerint Jézus esetében kivételt tettek egyrészt a Pészah közelsége, másrészt a helytartó, Poncius Pilátus kegyessége miatt, aki az evangéliumi elbeszélések szerint nem akarta Jézus halálát.

## Híres feszületek a képzőművészetben
Donatello világhírű feszülete (1406-1408) a Santa Croce templomban, Filippo Brunelleschié (1410-15) a Santa Maria Novella templomban, a fiatal Michelangelo feszülete (1493) a Santo Spirito templomban található Firenzében. Mindhárom feszület fából készült.
|  |  |  |

|  |